# Burg Strassberg

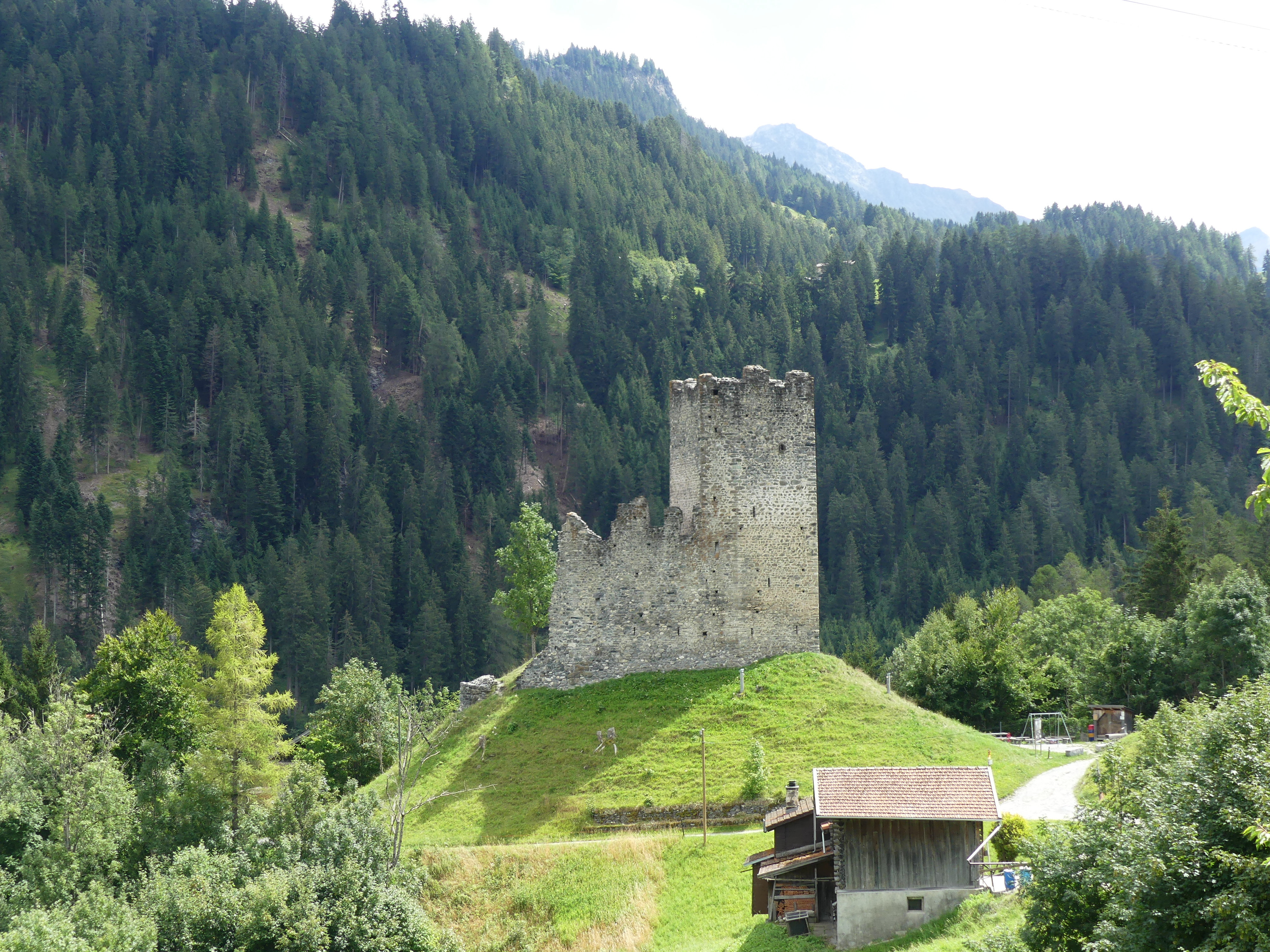
Burg Strassberg in 2023

Burg Strassberg is een ruïne gelegen in de gemeente Churwalden in het Zwitserse kanton Graubünden.

## Geschiedenis
De bouw van het kasteel wordt toegeschreven aan de baronnen van Vaz, de belangrijkste politieke macht naast het bisdom Chur.
De Heren van Strassberg waren vanaf 1259 in dienst van de Baronnen van Vaz, de familie Strassberg werd voor het laatst genoemd in verband met het kasteel in 1359. 
In 1337 kwam het kasteel vanwege een huwelijk in handen van het Graafschap Toggenburg. De heren van Toggenburg breidden het kastelencomplex uit tot een douanekantoor in 1348. 
In 1349 werden de douanerechten alweer afgeschaft op verzoek van de bisschop van Chur. In 1421 werden (na goedkeuring van keizer Sigismund) opnieuw tol geheven in de buurt van Strassberg. In de 15e eeuw gingen het kasteel en de toebehoren via erfenis eerst over op het Graafschap Montfort-Tenttang, vervolgens op de baronnen van Matsch en ten slotte op Habsburg-Oostenrijk. 
Tijdens de Zwabische Oorlog, het conflict tussen de Oude Zwitserse Confederatie en het Huis van Habsburg-Oostenrijk, werd het kasteel in 1499 verwoest door de Graubünden.

## Galerij

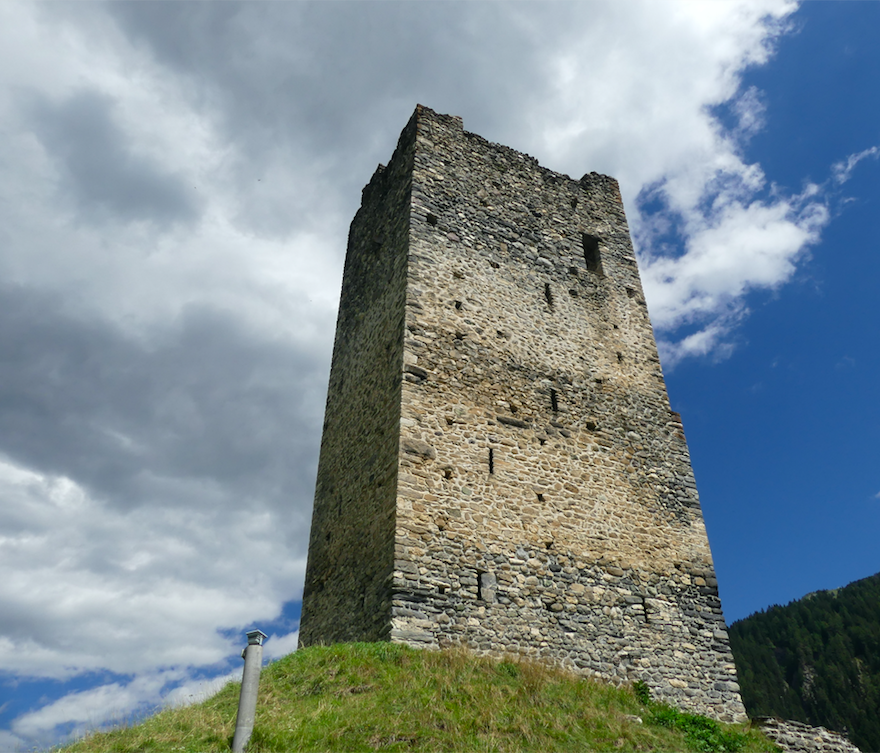
Burg Strassberg gelegen op een heuvel
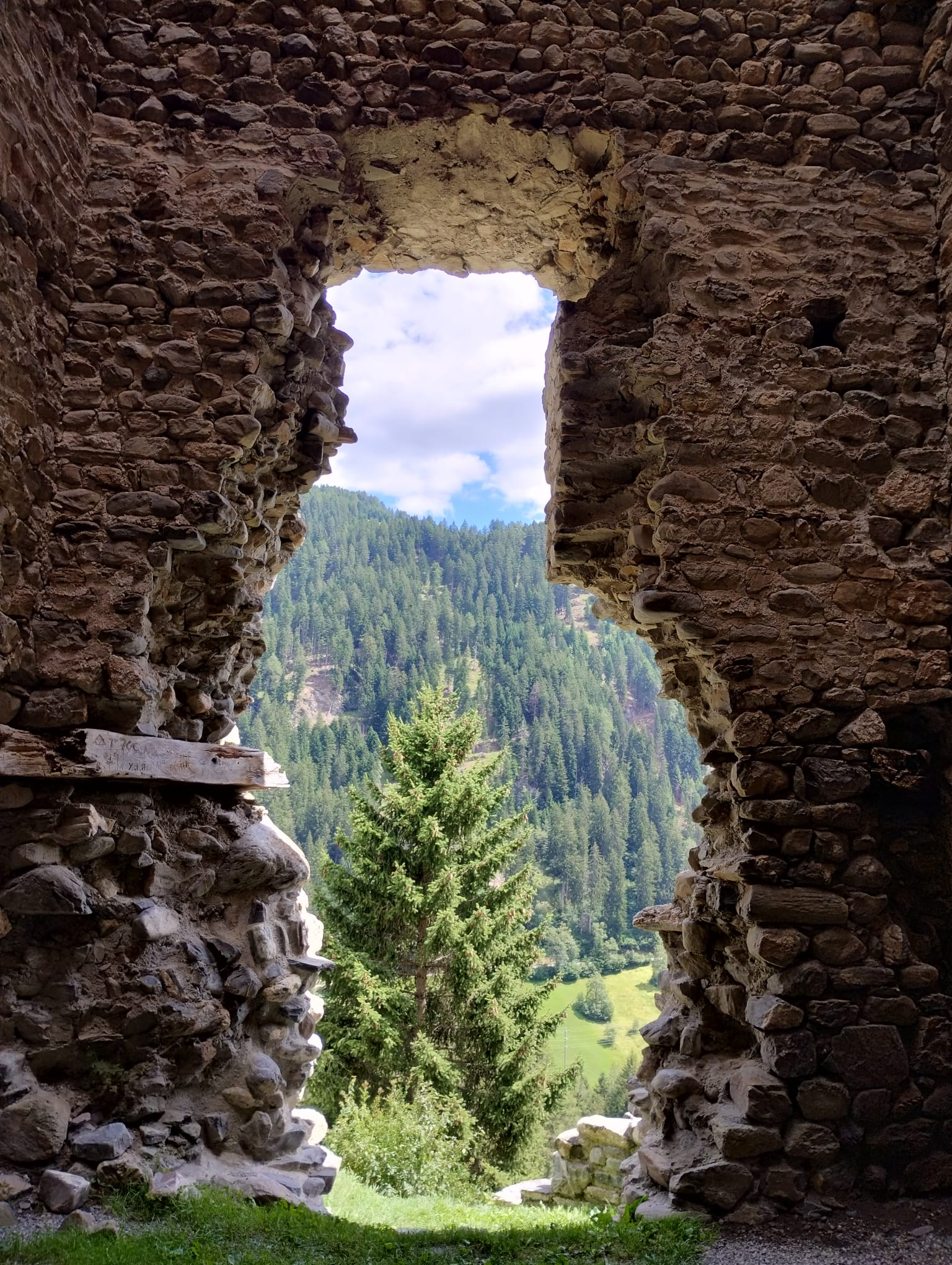
hoofdingang van Burg Strassberg
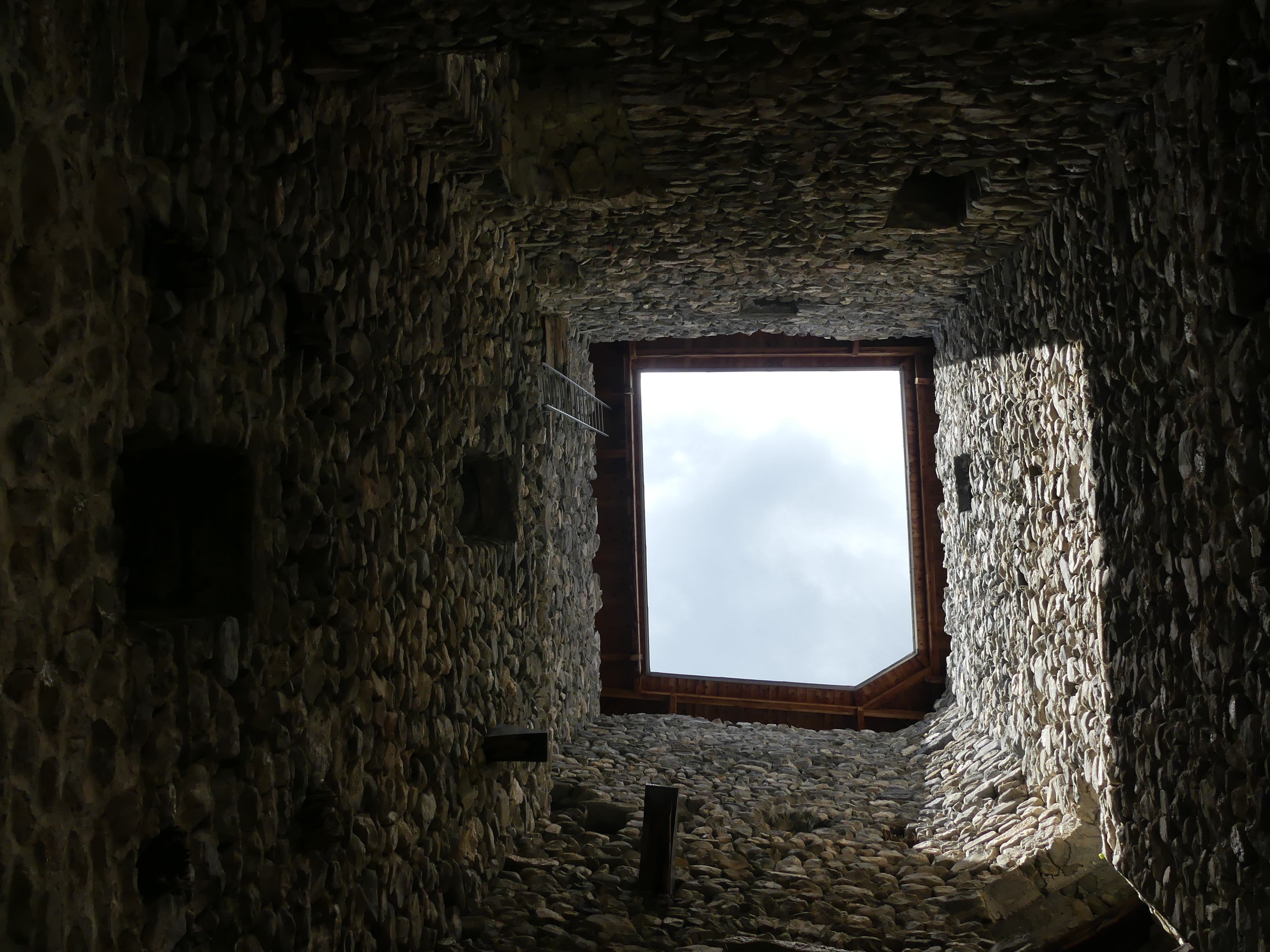
Burg Strassberg van binnen

- Historisch woordenboek van Zwitserland: 011164